# گورستان دهویه
قبرستان دهویه مربوط به سده‌های متاخر دوران‌های تاریخی پس از اسلام است و در شهرستان استهبان، بخش رونیز، دهستان رونیز، ۱۰۰ متر بعد از روستای دهویه، بطرف رونیز سفلی واقع شده و این اثر در تاریخ ۱۸ شهریور ۱۳۸۷ با شمارهٔ ثبت ۲۳۳۸۴ به‌عنوان یکی از آثار ملی ایران به ثبت رسیده است.